# 黒嵜菜々子
黒嵜 菜々子（くろさき ななこ、2003年〈平成15年〉5月16日 - ）は、日本のアイドル、グラビアアイドル、プロデューサー。女性アイドルグループPeel the Appleの元メンバーで、女性アイドルグループRoot mimiのメンバー兼プロデューサー。本名は同じ。
東京都出身。プラチナムプロダクション所属。

## 経歴
2015年、『第6回Sho-Comiプリンセスオーディション』に応募しファイナリスト7名の中に入り、同年5月20日発売のSho-Comi2015年12号において、グランプリに選ばれたことが発表された。これを機に芸能事務所アミューズに所属し、同賞の特典としてアミューズの先輩である松井愛莉へのインタビューや、当時『4月の君、スピカ。』を連載していた杉山美和子の1日担当編集者体験を行った。
2016年8月24日 - 9月4日に赤坂RED/THEATERで行われたさくら学院の舞台「秋桜学園合唱部」では、岡田愛のアンダー（出演したのは8月31日・9月1日・9月2日）として出演。
その後高校進学を機にアミューズを退所し、プラチナムプロダクションに移籍。2020年、メンバーの欠員が出ていた『26時のマスカレイド』の新メンバーオーディションでファイナリストに進んだが、メンバー入りはならず。そのファイナリストで結成された『Peel the Apple』（PtA）の一員となる。グループ内での担当カラーはラベンダーパープル。
2021年2月1日発売の『週刊プレイボーイ』プラチナムプロダクション20周年記念号にて初のグラビアを披露した。
2022年3月24日に高校卒業を発表した。
2024年8月5日に行われたプロ野球OBによる一夜限りの夢の球宴「サントリードリームマッチ2024」では特別レポーターとして参加。
2024年12月31日、Peel the Appleを卒業。
2025年2月7日、新たなアイドルグループをプロデュースするとともに、自身もそのメンバーの一員となってアイドル活動を再開させることを明らかにした。
2025年4月24日、自身がプロデュースしメンバーも務める新アイドルグループRoot mimiがデビューライブを開催することが決定した。デビューライブは、5月31日に品川ザ・グランドホールで開催される。

## 人物
- 父と兄の影響で5歳の頃から野球を好み[13]、高校1年時は硬式野球部のマネージャーをしていた[14]。2021年5月30日放送のTBS『サンデー・ジャポン』に出演した際は、他校の選手から告白されたエピソードを披露したことから“日本一告白されまくりJK”というキャッチフレーズが付く程となった[13]。
- 読売ジャイアンツのファンで、推しの選手はゼラス・ウィーラー[14]。先述のサンジャポ出演時はウィーラー選手からのビデオメッセージが寄せられ感激したとのこと[13]。黒嵜本人も小学6年生のときにプレイ経験があり、兄の代打（空振り三振）として試合経験もある[15]。この経験からバッティングセンターにも月2回程度通っている[15]。
- アミューズ時代の同僚で、同い年の河西結心（現「つばきファクトリー」メンバー）[16]や植村友結[注 1][18]と仲が良く、植村とは後述の『第7キングダム』でも共演歴がある[19][20]。

## 出演

### テレビ
- 第7キングダム「しもふりゲームメーカー」（2020年5月3日・17日・24日、日本テレビ）[注 2]
- サンデー・ジャポン（2021年5月30日、TBS）[13]
- くりぃむナンタラ「非公認!クレヨンしんちゃんアイドルは私だ選手権」（2022年2月27日、テレビ朝日）[21]
- スーパーベースボール「セ・パ交流戦・日本ハム×巨人」（2022年5月29日、テレビ朝日） - 副音声ゲスト（宮崎美穂と共演）[22]
- バゲット（2023年3月13日、日本テレビ）
- 夜バゲット（2023年1月27日・2024年11月2日、日本テレビ）
- THE野球盤L!VE 2024（2024年3月20日、CSフジテレビ）

### ウェブテレビ
- THE野球盤L!VE2023（2023年3月24日、FODプレミアム）
- すぽると!on TVer（2024年、TVer）レポーター
- 黒嵜菜々子のわたしを野球につれてって！（ニコニコチャンネル）
- 高校野球ファン大集合⚾️まだまだ高校球児ランキングinメタバース11位以降も大発表SP（2024年8月10日）

### TikTokショートドラマ
- リルドラマ「非通知」（2024年11月1日 - 5日）

### 舞台
- 秋桜学園合唱部（2016年8月24日 - 9月4日、赤坂RED/THEATER） - 上杉桃香 役（岡田愛のアンダー）[5]

### CM
- セキスイハイム東海「ドリームハイム学園」（2018年）[4]
- 引越し侍 「二代目よやきゅん♡」篇（2023年 - ）[23]

### ミュージックビデオ
- 荒井麻珠「KOE」（2022年、アルバム『声』所収）[24]

### ファッションショー
- 関西コレクション 2023S/S（2023年3月4日、京セラドーム大阪）

### 始球式
- ファーム公式戦 読売ジャイアンツ 対 千葉ロッテマリーンズ 戦（2024年3月20日、読売ジャイアンツ球場）[25]

## 書籍

### 写真集
- おとななこ。おさななこ。（2024年5月16日、東京ニュース通信社）ISBN 978-4867018248[26]

### 電子書籍
- 黒嵜菜々子写真集「聖なる気配」週プレ PHOTO BOOK（2021年2月1日、週刊プレイボーイ）
- 黒嵜菜々子写真集「ヤンマガアザーっす！」ヤンマガデジタル写真集（2021年9月15日、講談社）ASIN B09FJV8MVV
- 黒嵜菜々子写真集「グラビアちゃんはバズりたい1」ヤンマガデジタル写真集（2021年10月15日、講談社）
- 黒嵜菜々子写真集「グラビアちゃんはバズりたい2」ヤンマガデジタル写真集（2021年10月15日、講談社）
- 黒嵜菜々子写真集「グラビアちゃんはバズりたい3」ヤンマガデジタル写真集（2021年10月15日、講談社）
- 黒嵜菜々子写真集「グラビアちゃんはバズりたい4」ヤンマガデジタル写真集（2021年10月15日、講談社）
- 黒嵜菜々子「あの娘は天然色」 BRODYデジタル写真集（2021年11月11日、白夜書房）
- FLASHデジタル写真集 黒嵜菜々子 18歳、原石、輝く（2021年11月19日、光文社）
- FLASHデジタル写真集 黒嵜菜々子 青春しよっか～夏の思い出編～（2021年12月21日、光文社）
- FLASHデジタル写真集 黒嵜菜々子 青春しよっか～日曜日の朝編～（2021年12月21日、光文社）
- B.L.T.デジタル写真集 黒嵜菜々子（Peel the Apple）「キミ想うキセツ。」（2022年3月18日、東京ニュース通信社）[21]
- FLASHデジタル写真集 黒嵜菜々子 最後の制服（2022年5月31日、光文社）[27]
- FLASHデジタル写真集 黒嵜菜々子 青春の続き（2022年5月31日、光文社）[27]
- 黒嵜菜々子 果実（2022年7月14日、週刊ヤングジャンプ）
- 黒嵜菜々子「むじゃきにイイ女。」週プレ PHOTO BOOK（2022年9月5日、週刊プレイボーイ）
- 黒嵜菜々子 果てなき空へ【STRiKE! DIGITAL PHOTOBOOK 016】（2022年9月30日、主婦の友社）
- 黒嵜菜々子 デジタル写真集 少女の卒業（2022年10月11日、少年画報社）
- 黒嵜菜々子「日本一バズってるBIKINI」vol.1（2023年1月27日、講談社）
- 黒嵜菜々子「日本一バズってるBIKINI」vol.2 完全版（2023年1月27日、講談社）
- 黒嵜菜々子 デジタルパーソナルブック「天真爛漫」（2023年2月21日、Pop’n’Roll）
- 少女卒業 vol.1（2023年3月30日、講談社）ASIN B0BZPB7QNK
- 少女卒業 vol.2（2023年3月30日、講談社）ASIN B0BZPBJD5D
- FLASHデジタル写真集 黒嵜菜々子 とろけるお嬢様（2023年5月30日、光文社）
- その向こう（2023年6月1日、集英社）ASIN B0C6S3CJYV
- 浴衣姿が乱れて ショート・バージョン（2023年7月28日、講談社）ASIN B0CCNXPBFW
- 浴衣姿が乱れて ロング・バージョン（2023年7月28日、講談社）ASIN B0CCNXLHRB
- 君との”真剣勝負”SPA!デジタル写真集（2023年7月28日、扶桑社）ASIN B0CCHX5DL6
- セーラー服を脱がさないで!! Gテレデジタル!（2023年7月30日、KADOKAWA）ASIN B0CBTLB46H
- 黒嵜菜々子 フラッシュバック【STRiKE! DIGITAL PHOTOBOOK 037】（2023年9月15日、主婦の友社）ASIN B0CHVN45XB
- 黒嵜菜々子 バカンスは君と（2023年10月31日、光文社）ASIN B0CKX19J7J
- 黒嵜菜々子 君の胸に花束を（2023年12月23日、ワン・パブリッシング）ASIN B0CPP7K3SV
- 黒嵜菜々子 おとな、ななこ。（2023年12月23日、ワン・パブリッシング）ASIN B0CPP865SG
- 【グラビア文学館】黒嵜菜々子×永井荷風「つゆのあとさき」（2024年3月18日、講談社）ASIN B0CW1GC7BH
- 漫画アクションデジタル写真集 黒嵜菜々子「君の時代」（2024年4月30日、双葉社）ASIN B0D2NLPSBM
- Brand New Day vol.1 FRIDAYデジタル写真集（2024年10月18日、講談社）ASIN B0DK2W2ZGC
- Brand New Day vol.2 100ページ超豪華版 FRIDAYデジタル写真集（2024年10月18日、講談社）ASIN B0DK2XLNYN
- LOVE Shine. B.L.T.デジタル写真集（2024年12月27日、東京ニュース通信社）ASIN B0DR8TVB37
- ジャンピンキャンピン♪ デジタルブルグラ（2025年1月20日、少年画報社）ASIN B0DRN1YZQF
- RE:BORN ヤングチャンピオンデジグラ（2025年4月1日、秋田書店）ASIN B0F1KZVVRV
- Happy Girl SPA!デジタル写真集（2025年8月1日、扶桑社）ASIN B0FHJGQ7FY